# Konung Adolf Fredrik (1775)
Konung Adolf Fredrik, officiellt HM Linjeskepp Konung Adolf Fredrik , var ett linjeskepp i svenska Kungliga flottan. Fartyget, som var döpt efter den svenske kungen Adolf Fredrik, byggdes på örlogsvarvet i Karlskrona efter ritningar utförda av skeppskonstruktören Fredrik Henrik af Chapman och sjösattes den 6 juli 1775. Hennes bestyckning utgjordes av 70 kanoner av olika kalibrar på två täckta batteridäck.

## Tjänstgöringshistorik
Konung Adolf Fredrik deltog i flera sjöstrider under Gustav III:s ryska krig 1788-90, däribland slaget vid Ölands södra udde 1789 och i flottornas utbrytning från Viborgska viken 1790. Under Finska kriget 1808-09 ingick fartyget i en svensk eskader som i samverkan med brittiska örlogsfartyg, höll den ryska Östersjöflottan blockerad i Finska viken. Senare i kriget var hon flaggskepp för de svenska sjöstyrkorna under motoffensiven mot den ryska armén i Västerbotten sommaren 1809, då hon som första linjeskepp passerade Kvarken. Efter att ha använts som blockskepp i Karlskrona 1810-11, deltog fartyget i det svenska fälttåget mot Norge 1814. Konung Adolf Fredrik utrangerades 1825 och höggs därefter upp.

## Bilder

Konstruktionsritning till linjeskeppet Adolph Fredrich av Harald Sohlberg och Fredrik Henrik af Chapman daterat 1767
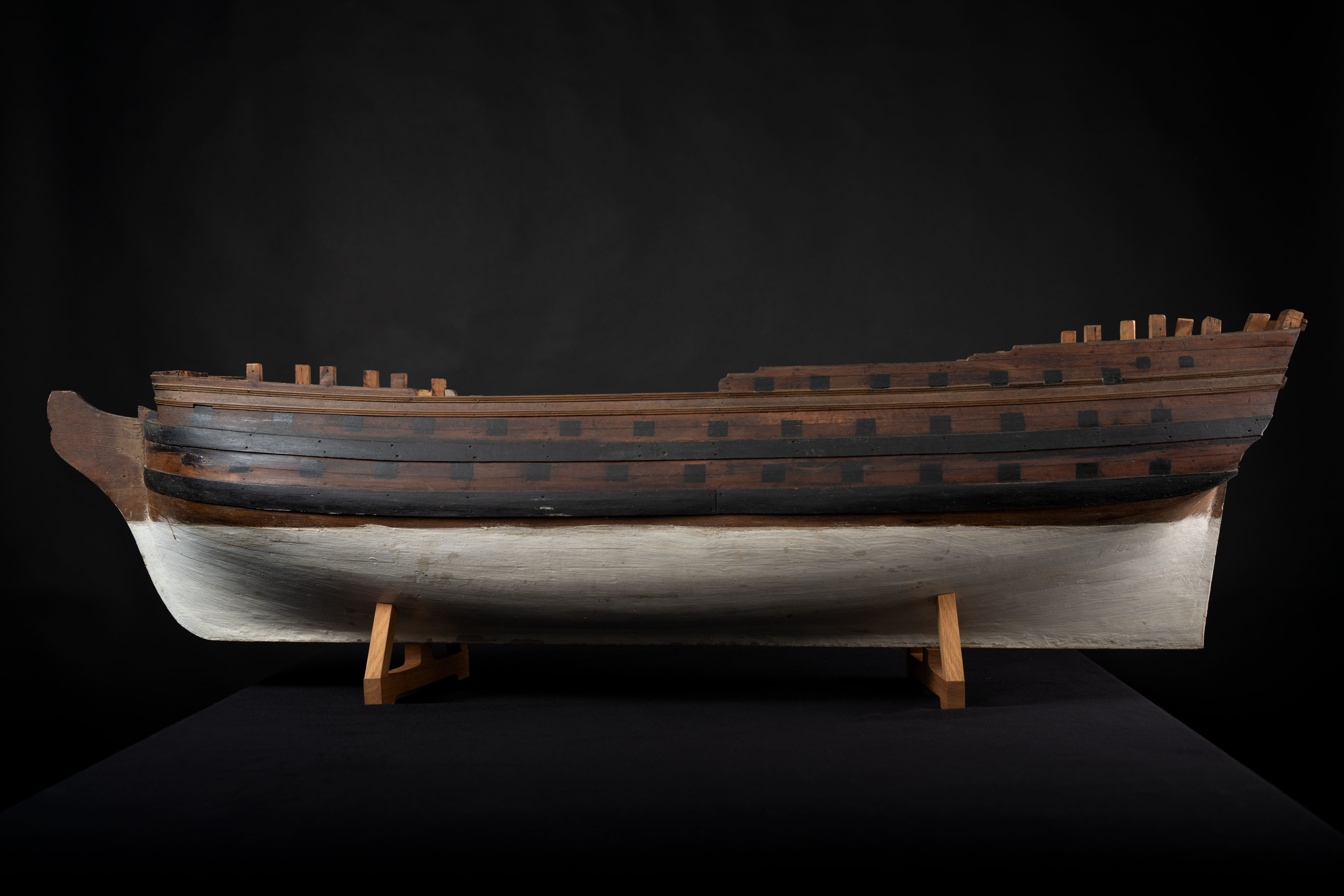
Fartygsmodell som visar skrovet på Konung Adolf Fredrik, tillhör Marinmuseum.